# Pique d'Endron
La pique d'Endron ou pic d'Endron ou pointe d'Endron est un sommet des Pyrénées françaises situé dans le département de l'Ariège en région Occitanie. Le sommet s'élève au nord de la frontière d'Andorre et à l'est des villes d'Auzat et Vicdessos. Il culmine à 2 472 m d'altitude, dans le parc naturel régional des Pyrénées ariégeoises.

## Toponymie
La première partie du nom « pique » est le féminin de « pic » désignant une montagne escarpée. La féminisation trouve une explication probable dans le vocabulaire espagnol et catalan avec le mot « pica », littéralement « lance », et du mot « piquet » nom masculin dérivé du mot « pic » signifiant « petit pic ».
La deuxième partie « Endron » vient de l'occitan « androun » pour « cul-de-sac » ou « cachette ». Le sentier muletier qui vient de Lercoul s'arrête en cul-de-sac au flanc nord de la pique d'Endron.

## Géographie

### Topographie

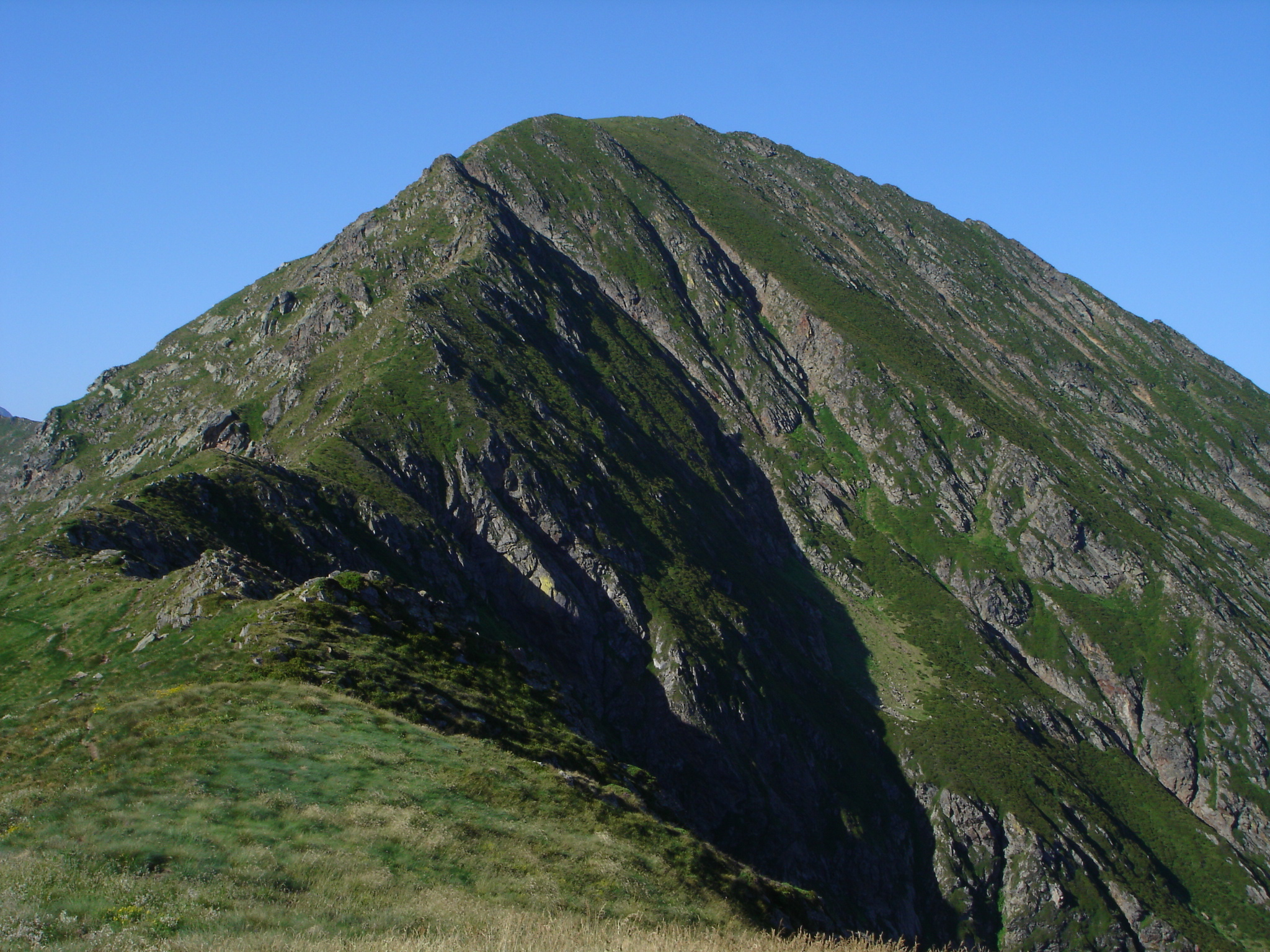
La face Nord de la pique d'Endron en été.

Situé sur les communes de Val-de-Sos, Lercoul et Auzat, dans le département de l'Ariège, en vallée de Vicdessos, la pique d'Endron est un grand sommet bien individualisé qui bénéficie d'une situation centrale dans la vallée de Vicdessos, offrant ainsi un panorama exceptionnel sur les montagnes ariégeoises. La pique d'Endron domine les grands barrages de Gnioure et Izourt, et referme le vallon de l'Ourtou.
Ce sommet possède également une belle face nord, qui offre aux alpinistes, en saison hivernale, un bon terrain d'aventure. Un remarquable couloir coupe la face nord : le créneau d'Endron. Haut de 485 mètres, il offre aux alpinistes un couloir de neige et glace avec une pente comprise entre 40° et 50°.
Le sommet est situé entièrement dans le périmètre du parc naturel régional des Pyrénées ariégeoises créé en 2009.
Au cours des glaciations, le flanc nord de la pique d'Endron donnait naissance à un glacier qui se partageait ensuite au pied de la falaise de Risoul en deux langues glaciaires. Chacune d'elles confluait avec le grand glacier de Vicdessos qui a pu atteindre plus de 500 mètres d'épaisseur.[réf. souhaitée]

### Géologie
La roche est essentiellement siliceuse.

### Climat
Parmi les 28 balises Nivôse de Météo-France, deux se trouvent en Ariège, dont une sur la commune de L'Hospitalet-près-l'Andorre en haute vallée de l'Ariège à 2 293 m d'altitude, près de la pique d'Endron.

## Histoire
Au XIXe siècle, le pic est assez méconnu et le Dictionnaire géographique et administratif de la France et de ses colonies mentionne en 1890 : « …enchevêtrement de montagnes confuses, qui ne sont guère parcourues que par les chasseurs et contrebandiers. »

## Voies d'accès

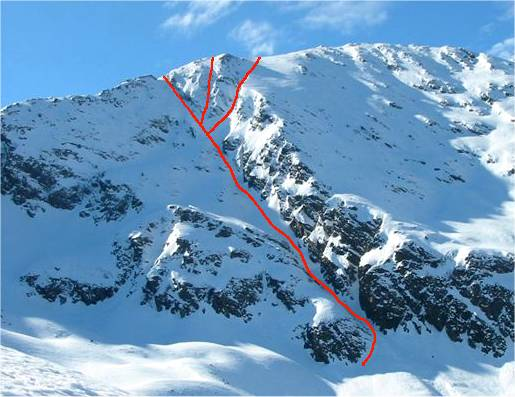
Les voies du Créneau d'Endron.

- Randonnée : depuis la petite station de ski de Goulier Neige (1 480 m), l'itinéraire gagne par une croupe herbeuse. Ensuite, il suffit de suivre le fil de l'arête, parfois raide, jusqu'au sommet. Il faut compter environ 4 h 30 aller et retour pour 1 000 mètres de dénivelé positif. Depuis le col de Grail (à cheval sur les communes de Lercoul et Sem), suivre plein sud par la crête de la Calvière jusqu'à une carcasse de fourgon. Continuer jusqu'au pic du Garbier de Brésoul (2 047 m) et retrouver le chemin venant de Goulier vers le pic du Pédrix (et non Sarrazi qui est en fait un plateau situé plein sud en crête entre la pique d'Endron et le pic de Peyrot).
- Alpinisme : l'ascension du Créneau d'Endron constitue une course de neige cotée PDsup. La course est d'orientation nord.

Les deux premiers tiers du couloir sont inclinés à 35°, et comportent quelques ressauts à 40° ou 45°.
Dans le dernier tiers du couloir, trois possibilités se présentent :
1. sur la gauche la sortie la moins raide, à 40°
2. la sortie directe, la plus raide (50°), vers le centre
3. sur la droite une sortie de difficulté intermédiaire (45°).

Le retour s'effectue alors par la crête du chemin classique.